# ماري روبنسون (روائية)
ماري روبنسون (بالإنجليزية: Mary Robison)‏ (14 يناير 1949، واشنطن العاصمة في الولايات المتحدة)؛ كاتِبة وروائية أمريكية.

## الجوائز
- زمالة غوغنهايم